# ريان سميث (لاعب اتحاد الرغبي)
ريان سميث هو لاعب اتحاد الرغبي كندي، ولد في 13 سبتمبر 1979 في كيتشنر في كندا.

## وصلات خارجية
- ريان سميث عل موقع إسبنسكروم (الإنجليزية)
- ريان سميث على موقع ItsRugby.co.uk (الإنجليزية)